# André Boullanger
Pour les articles homonymes, voir Boullanger.
Ne pas confondre avec le Père André, jésuite français (1675-1764)
André Boullanger (ou Le Boullanger), dit le Petit père André à cause de sa petite taille, est un prédicateur français, né à Paris en 1578, mort le 21 septembre 1657, connu pour son éloquence et ses prêches burlesques.
Il était moine augustin. Il est l'auteur de l’Oraison funèbre de Marie de Lorraine, abbesse de Chelles.

## Sources
- Gédéon Tallemant des Réaux, Les Historiettes : Mémoires pour servir à l’histoire du XVIIe siècle, t. 3, Paris, Alphonse Levasseur, 1834, 447 p. (lire en ligne sur Gallica), p. 321-332.

Cet article comprend des extraits du Dictionnaire Bouillet. Il est possible de supprimer cette indication, si le texte reflète le savoir actuel sur ce thème, si les sources sont citées, s'il satisfait aux exigences linguistiques actuelles et s'il ne contient pas de propos qui vont à l'encontre des règles de neutralité de Wikipédia.